# José Luis Coraggio
José Luis Coraggio (* 1938) ist ein argentinischer Ökonom.

## Leben
Coraggio studierte an der Universidad de Buenos Aires und der Wharton School. Er lebte unter anderem in Mexiko (1976–1980), Nicaragua (1981–1985), Ecuador (1986–1990), in den Vereinigten Staaten (1991–94) und Argentinien (1961–1976 und ab 1995). Von 1998 bis 2002 war er Rektor der argentinischen Universidad Nacional de General Sarmiento (UNGS) und Direktor des Instituto del Conurbano (ICO) derselben Universität. Er veröffentlichte mehr als 25 Bücher bzw. mehr als 125 Artikel.